# Walckenaeria extraterrestris
Walckenaeria extraterrestris är en spindelart som beskrevs av Robert Bosmans 1993. Walckenaeria extraterrestris ingår i släktet Walckenaeria och familjen täckvävarspindlar. Inga underarter finns listade i Catalogue of Life.